# Chthonic
Chthonic(중국어 정체자: 閃靈, 백화자: síⁿ-lîng)은 1995년 대만 타이베이에서 결성된 헤비메탈 밴드이다. 그들의 노래는 궈위가 아닌 대만어로 이루어져 있고 주로 범록연맹의 관점에서 본 대만의 역사와 대만 독립운동을 다루고 있다.